# 캘리포니아 썸머 캠프
《캘리포니아 썸머 캠프》(영어: Losin' It)는 미국에서 제작된 커티스 핸슨 감독의 1983년 코미디 영화이다. 톰 크루즈 등이 출연하였고, 해나 헴스테드 등이 제작에 참여하였다.

## 출연진
- 톰 크루즈
- 셸리 롱
- 재키 얼 헤일리
- 존 스톡웰
- 존 P. 나빈 주니어
- 헨리 대로
- 헥터 일라이어스
- 릭 로서비치
- 케일 브라운
- 조 스피넬
- 엔리케 카스티요

## 기타 제작진
- 배역: 제인 파인버그, 마이크 펜턴
- 미술: 로브 윌슨 킹